# Dublin Business School
Die Dublin Business School (kurz DBS) ist eine irische Privatuniversität mit Sitz in Dublin.
Die DBS wurde 1975 als Accountancy and Business College gegründet. 1999 übernahm die Dublin Business School das LSB College Dublin. 2003 wurde die DBS von dem Bildungsunternehmen Kaplan Inc. übernommen, einer hundertprozentigen Tochtergesellschaft der damaligen The Washington Post Company, der heutigen Graham Holdings Company. 2006 kaufte die DBS die European Business School (EBS), einen Zusammenschluss von acht unabhängigen Business Schools in ganz Europa. Das Portobello College, eine juristische Fakultät, wurde 2007 von der DBS übernommen. 2008 schloss die Supermarktkette Lidl eine Vereinbarung mit der DBS, um einen auf die Einzelhandelsbranche ausgerichteten Studiengang zu schaffen. Die Dublin Business School hat sechs Standorte in Dublin.
Die DBS bietet Vollzeit- und Teilzeitstudiengänge in den Bereichen Wirtschaft, Marketing, Management, Informatik, Recht, Buchhaltung, IT, Kunst, kreative Medien, Psychotherapie und Psychologie an. Die grundständigen und berufsbegleitenden Abschlüsse der Hochschule sind von Quality and Qualifications Ireland (QQI) anerkannt.